# الجوهرية الإستراتيجية
الجوهرية الإستراتيجية هي مفهوم رئيسي في نظرية ما بعد الاستعمارية، قدمت في عام 1980 من قبل الناقدة الادبية الهندية والمنظرة غاياتري شاكرافورتي سبيفاك. وهو يشير إلى تكتيك سياسي تقوم فيه مجموعات الأقلية، القوميات أو المجموعات العرقية بالتعبئة على أساس الهوية الجنسية، الثقافية أو السياسية المشتركة لتمثيل نفسها. في حين قد توجد اختلافات قوية بين أعضاء هذه المجموعات، وبينهم هم أنفسهم يشاركون في نقاشات مستمرة، إلا أنه من المفيد لهم أحيانا إخفاء الطابع الشخصي على أنفسهم مؤقتا وتقديم هوية جماعتهم بطريقة مبسطة لتحقيق أهداف معينة، مثل حقوق متساوية أو مكافحة العولمة.  (ضد العولمة) 
قدم مفهوم  سيبفاك لأول مرة في سياق المفاوضات الثقافية، وليس كمفهوم إنساني(الانثروبولوجية). في كتابها المصدر في عام 2008(أسيات الأخرى) , ' واستنكرت سيبفاك هذا المصطلح، مشيرة إلى عدم رضاها عن كيفية نشره في المؤسسات القومية لتعزيز النزعة الأساسية (غير إستراتيجي).
كما يظهر المفهوم بانتظام في نظرية المثليين (نظرية أحرار الجنس) ,النظرية النسوية، دراسات الصم, وتحديدا في عمل لوسي إيريجاري الذي يشير إليه على أنه تقليد. محاكاة (فن)

## قراءات اضافية
- A. Prasad, Postcolonial Theory and Organizational Analysis (2003)
- Abraham, Susan. “Strategic Essentialism in Nationalist Discourses: Sketching a Feminist Agenda in the Study of Religion.” Journal of Feminist Studies in Religion, vol. 25, no. 1, 2009, pp. 156–161. JSTOR.
- Elizabeth Grosz, “Sexual Difference and the Problem of Essentialism,” The Essential Difference. Ed. Naomi Schor and Elizabeth Weed, pp. 82–97.

## روابط خارجية
- Glossary of Key Terms in the Work of Gayatri Chakravorty Spivak by Michael Kinburn